# Baliomorpha pulchripennis
Baliomorpha pulchripennis là một loài Trichoptera trong họ Hydropsychidae. Chúng phân bố ở miền Australasia.